# Вест-Айлс
Вест-Айлс (англ. West Isles) — парафія в Канаді, у провінції Нью-Брансвік, у складі графства Шарлотт.

## Населення
За даними перепису 2016 року, парафія нараховувала 797 осіб, показавши зростання на 9,0%, порівняно з 2011-м роком. Середня густина населення становила 20,8 осіб/км².
З офіційних мов обидвома одночасно володіли 40 жителів, тільки англійською — 745, тільки французькою — 5. Усього 35 осіб вважали рідною мовою не одну з офіційних.
Працездатне населення становило 67,5% усього населення, рівень безробіття — 6,2% (4,7% серед чоловіків та 5,1% серед жінок). 91,4% осіб були найманими працівниками, а 8,6% — самозайнятими.
Середній дохід на особу становив $45 778 (медіана $31 552), при цьому для чоловіків — $57 605, а для жінок $35 085 (медіани — $41 344 та $22 976 відповідно).
38,3% мешканців мали закінчену шкільну освіту, не мали закінченої шкільної освіти — 22,5%, 38,3% мали післяшкільну освіту, з яких 23,9% мали диплом бакалавра, або вищий.
| Статево-вікова структура населення | Статево-вікова структура населення | Статево-вікова структура населення | Статево-вікова структура населення | Статево-вікова структура населення |
| ---------------------------------- | ---------------------------------- | ---------------------------------- | ---------------------------------- | ---------------------------------- |
|                                    |                                    |                                    |                                    |                                    |
| Всього                             | Всього                             | 51,3%48,8%                         |                                    |                                    |
| 0 — 14 років                       | 0 — 14 років                       |                                    | 12%                                | 12%                                |
| 15 — 64 років                      | 15 — 64 років                      |                                    | 65,8%                              | 65,8%                              |
| 65 і більше                        | 65 і більше                        |                                    | 22,2%                              | 22,2%                              |
| 85 і більше                        | 85 і більше                        |                                    | 1,3%                               | 1,3%                               |
| Середній вік (років)               | Середній вік (років)               | 45,845,3                           | 45,6                               | 45,6                               |
| Медіана (років)                    | Медіана (років)                    | 49,046,8                           | 48,4                               | 48,4                               |
| — чоловіки — жінки                 |                                    |                                    |                                    |                                    |

| Походження мешканців:     | Походження мешканців:     | Походження мешканців: | Походження мешканців: | Походження мешканців: |
| ------------------------- | ------------------------- | --------------------- | --------------------- | --------------------- |
| Походження                |                           |                       | осіб                  | %                     |
| Корінні американці        | Корінні американці        |                       | 40                    | 5.71%                 |
| Інше північноамериканське | Інше північноамериканське |                       | 395                   | 56.43%                |
| Європейське               | Європейське               |                       | 420                   | 60%                   |
| британське                | британське                |                       | 355                   | 50.71%                |
| французьке                | французьке                |                       | 45                    | 6.43%                 |
| українське                | українське                |                       | 10                    | 1.43%                 |
| Азійське                  | Азійське                  |                       | 20                    | 2.86%                 |

| Зайнятість населення за галузями (за класифікацією NOC): | Зайнятість населення за галузями (за класифікацією NOC): | Зайнятість населення за галузями (за класифікацією NOC): | Зайнятість населення за галузями (за класифікацією NOC): | Зайнятість населення за галузями (за класифікацією NOC): |
| -------------------------------------------------------- | -------------------------------------------------------- | -------------------------------------------------------- | -------------------------------------------------------- | -------------------------------------------------------- |
|                                                          |                                                          |                                                          |                                                          |                                                          |
| Управління                                               | Управління                                               |                                                          | 8,6%                                                     | 8,6%                                                     |
| Бізнес, фінанси та адміністрування                       | Бізнес, фінанси та адміністрування                       |                                                          | 11,1%                                                    | 11,1%                                                    |
| Природничі та прикладні науки                            | Природничі та прикладні науки                            |                                                          | 11,1%                                                    | 11,1%                                                    |
| Охорона здоров'я                                         | Охорона здоров'я                                         |                                                          | 2,5%                                                     | 2,5%                                                     |
| Освіта, правозахист, муніципальні та урядові служби      | Освіта, правозахист, муніципальні та урядові служби      |                                                          | 2,5%                                                     | 2,5%                                                     |
| Роздрібна торгівля та послуги                            | Роздрібна торгівля та послуги                            |                                                          | 8,6%                                                     | 8,6%                                                     |
| Гуртова торгівля, транспорт та обладнання                | Гуртова торгівля, транспорт та обладнання                |                                                          | 9,9%                                                     | 9,9%                                                     |
| Природні ресурси, сільське господарство                  | Природні ресурси, сільське господарство                  |                                                          | 28,4%                                                    | 28,4%                                                    |
| Виробництво                                              | Виробництво                                              |                                                          | 19,8%                                                    | 19,8%                                                    |

## Клімат
Середня річна температура становить 6,2°C, середня максимальна – 20,3°C, а середня мінімальна – -11°C. Середня річна кількість опадів – 1 198 мм.
| Клімат поселення                              | Клімат поселення | Клімат поселення | Клімат поселення | Клімат поселення | Клімат поселення | Клімат поселення | Клімат поселення | Клімат поселення | Клімат поселення | Клімат поселення | Клімат поселення | Клімат поселення | Клімат поселення |
| Показник                                      | Січ.             | Лют.             | Бер.             | Квіт.            | Трав.            | Черв.            | Лип.             | Серп.            | Вер.             | Жовт.            | Лист.            | Груд.            |                  |
| Середній максимум, °C                         | 0,68             | 1,30             | 4,98             | 10,20            | 14,88            | 19,15            | 19,83            | 20,25            | 17,15            | 12,48            | 7,83             | 1,67             |                  |
| Середня температура, °C                       | −5,17            | −4,52            | −0,87            | 4,38             | 9,07             | 13,33            | 16,42            | 16,82            | 13,73            | 9,05             | 4,42             | −1,77            |                  |
| Середній мінімум, °C                          | −11,03           | −10,38           | −6,73            | −1,48            | 3,22             | 7,48             | 12,97            | 13,40            | 10,28            | 5,60             | 0,97             | −5,17            |                  |
| Норма опадів, мм                              | 110              | 84               | 107              | 98               | 104              | 91               | 84               | 82               | 102              | 105              | 116              | 115              |                  |
| Середньомісячна швидкість вітру, м/с          | 5.10             | 5.10             | 5.10             | 4.80             | 4.40             | 4.07             | 3.60             | 3.50             | 4.00             | 4.60             | 5.00             | 5.20             |                  |
| Середньомісячна сонячна радіація, кДж/м²·день | 5509             | 8753             | 12425            | 15520            | 18379            | 20323            | 20070            | 17986            | 13541            | 8816             | 5318             | 4362             |                  |
| --------------------------------------------- | ---------------- | ---------------- | ---------------- | ---------------- | ---------------- | ---------------- | ---------------- | ---------------- | ---------------- | ---------------- | ---------------- | ---------------- | ---------------- |
| Джерело:                                      |                  |                  |                  |                  |                  |                  |                  |                  |                  |                  |                  |                  |                  |